# 스톰 & 스트레스
스톰 & 스트레스(Storm & Stress)(Storm&Stress나 Stromandstress 등으로 표기하기도 한다.)는 미국 프리 재즈, 익스페리멘탈 록, 매스 록 밴드다. 밴드 명칭은 독일 문학 운동 슈투룸 운트 드랑(Strum und Drang)에서 유래한다. 스톰 & 스트레스의 초기 멤버는 베이시스트 조지 드라군스, 드러머 케빈 시어. 그리고 보컬과 기타에 이안 윌리엄스였다. 에릭 엠은 이후에 드라군스를 대체하여 베이스를 맡았다.
스톰 & 스트레스는 터치 앤 고 레코즈를 통해 2개의 무삭제 앨범을 발매하고 미국과 유럽 투어를 진행했다. 스톰 & 스트레스는 2000년부터 활동을 중단했다. 이는 윌리엄스와 엠이 멤버로 속해 있었던 돈 카바예로에서의 2000년 11월 탈퇴와도 관련이 있다.
이안 윌리암스는 배틀즈에서 기타와  건반을 맡고 있고, 에릭 엠은 탠라인즈에서 노래와 기타를 맡고 있다. 케빈 시어는 Talibam!으로 뉴욕의 익스페리멘탈, 재즈 씬(Scene)에 중요한 공헌을 했다. 2014년 케빈 시어는 조지 드라군과 기타리스트 Nick Millevoi와 함께 Form and Mess라는 앨범을 발매했는데, 이는 시어와 드라군스가 속했던 스톰 & 스트레스의 분명한 암시라고 볼 수 있다.

## 디스코그래피
- 스톰 & 스트레스 (1997, 터치 앤 고 레코즈)
- Under Thunder and Fluorescent Lights (2000, 터치 앤 고 레코즈)